# Amphidium caespitosum
Amphidium caespitosum là một loài rêu trong họ Orthotrichaceae. Loài này được (Mitt.) Broth. mô tả khoa học đầu tiên năm 1902.